# 白根松介
白根 松介（しらね まつすけ、1886年（明治19年）10月30日 - 1983年（昭和58年）7月28日）は、日本の宮内官僚、政治家、華族。貴族院男爵議員、宮内次官。

## 経歴
東京府で内務官僚・白根専一の二男として生まれる。父の死去に伴い1898年（明治31年）7月18日に男爵を襲爵。
東京高等師範学校附属中学校、第六高等学校を経て、1911年（明治44年）7月、東京帝国大学法科大学政治学科を卒業。同年8月、内務省に入省し神奈川県属となるが、1912年（明治45年）2月、依願免本官。1913年（大正2年）11月、文官高等試験行政科試験に合格。
1913年12月、逓信省為替貯金局書記に任官し、1914年（大正3年）7月、宮内省に転じ帝室会計審査官補に就任。以後、大臣官房庶務課長、兼秘書課長、大臣官房総務課長、内匠頭、内蔵頭などを歴任し、1936年（昭和11年）5月、宮内次官に就任し、1945年（昭和20年）6月まで在任した。
1945年10月27日、貴族院男爵議員補欠選挙で当選し、公正会に所属し1947年（昭和22年）5月2日の貴族院廃止まで在任した。この間、キリスト教系教育、養護施設等を運営する財団法人聖心愛子会の顧問を務め、1947年（昭和22年）8月13日、昭和天皇が秋田県に行幸（昭和天皇の戦後巡幸）した際に、翌日の行幸先である聖心愛子会秋田支部に関する打ち合わせとして天皇に拝謁している。
その後、日本赤十字社常任理事を務めた。

## 栄典
勲章
- 1940年（昭和15年）8月15日 - 紀元二千六百年祝典記念章[7]
- 1944年（昭和19年）1月18日 - 勲一等瑞宝章[8]

外国勲章佩用允許
- 1935年（昭和10年）9月21日 - 満洲帝国：満洲帝国皇帝訪日記念章[9]

## 家族
- 祖父・白根多助 ‐ 元長州藩士、内務官僚
- 父・白根専一 ‐ 男爵
- 母・ツタ ‐ 菊間藩士・寺田一尾の娘。弟の寺田織尾 (1862年生)は、東京帝国大学医科大学出身の泌尿生殖器科専門医で、ドイツに留学し、浸潤麻酔法を考案したカール・ルートヴィヒ・シュライヒに学び、その著書を翻訳して日本に局所麻酔法を初めて紹介したことで知られ、開業医の傍ら文部省の医術開業試験委員も務めた。織尾の岳父に小野田元熈。[10][11][12]
- 妻 白根喜美子（実業家・金塚仙四郎の長女）[2]
- 長男・白根精一 ‐ 岳父に三井高維
- 長女 桂富美子（桂広太郎の妻）[2]
- 次女 伊藤美穂子（伊藤文吉 (男爵)長男・俊夫の妻）[13]
- 叔父 河野忠三（内務官僚）
- 従兄弟 白根竹介 ‐ 内務官僚。外祖父に小田伴輔、子に白根斐夫